# بيت الدكيني العليا (النادرة)

تعديل مصدري - تعديل

بيت الدكيني العليا محلة تابعة لقرية بيت الماس العليا، التابعة لعزلة مقنع الاعلى بمديرية النادرة إحدى مديريات محافظة إب في الجمهورية اليمنية، بلغ تعداد سكانها 74 حسب تعداد اليمن لعام 2004.